# Técou
Técou település Franciaországban, Tarn megyében. Lakosainak száma 1099 fő (2022. január 1.). Técou Brens, Cadalen, Montans és Peyrole községekkel határos.

## Népesség
A település népessége az elmúlt években az alábbi módon változott:
| Lakosok száma | 965  | 972  | 992  | 976  | 987  | 1002 | 1034 | 1067 | 1099 |
|               | 2013 | 2015 | 2016 | 2017 | 2018 | 2019 | 2020 | 2021 | 2022 |